# Unfit Ass.
Az Unfit Ass. (azaz Unfit Association) egy nyíregyházi metal együttes volt, amely 1990-ben alakult. Első korszakukban death metalt játszottak, majd Máté Szabolcs énekes 1994-es csatlakozása után kísérletezős, modern metalra váltottak. Számos demó után egyetlen nagylemezük jelent meg Pulse címmel 1996-ban. A zenekar nem sokkal később feloszlott, Elek Ottó dobos pedig 1997 őszén a Tankcsapda tagja lett.

## Történet
A zenekar trióként kezdett, Incze Ottó (basszusgitár), Nácsa László (gitár), Elek Ottó (dob, ének) felállásban. Ebben a formációban vették fel a Without Chances demót, melyet a Metal Hammer magazin meglehetősen kritikusan értékelt, és ami megalapozta a zenekar kedvelőinek táborát. 1991-ben csatlakozott a zenekarhoz Csomai Miklós gitáros. Ezután intenzívebb koncertezés következett, majd felvették a "Flagging Water" c. demót. Ennek az anyagnak a fogadtatása sokkal pozitívabb volt, köszönhetően a lendületes, feszes és korszerű daloknak.[forrás?]
A zenekar intenzív koncertezés, próbák és zeneírás után 1992-ben felvette az Absurd Reality demót, mellyel több kiadót is megkeresett. A kiadók idegenkedtek a hasonló zenéktől, kompromisszumkészséget vártak el a zenekartól, elmozdulást a könnyebben eladható dallamosabb heavy metal irányába, erre azonban a zenekar nem volt hajlandó. Tovább haladtak a saját útjukon, amit motivált az ebben az időben megjelent újító szellemű death és thrash metal zenekarok (Meshuggah, Fear Factory, Obituary, Asphyx, Clawfinger stb.) sikere.[forrás?] Megtartották Elek Ottó hörgő énekét, kiegészítve az 1994-ben csatlakozott Máté Szabolcs egyedi dallamaival és szövegmondásával, illetve a szintén új tag Boruzs "Ruzsbo" Attila változatosan andalító vagy éppen szigorú billentyűs részeivel.
1994-ben Incze Ottó öccsénél vették fel a Manifest Maze demót, saját keveréssel, mely végül nem került terjesztésre, mert a Trottel kiadóval megegyeztek a Pulse lemez kiadásáról, melyen később a Manifest Maze dalai is helyet kaptak. A következő évben "Turn" című dalukkal szerepeltek a Metal Hammer magazin Demonstráció című válogatásán. Pulse című albumuk a Trottel Records kiadásában jelent meg 1996-ban, melyet minden zenei szaklap nagyon pozitívan fogadott.[forrás?] A lemezt nem követte a korábbiakhoz hasonló intenzív koncertezés, majd a zenekar nem sokkal később feloszlott.
Elek Ottó dobos 1997 őszén a Tankcsapda tagja lett.
2011-ben a Neverheard Distro kiadó közös CD-n megjelentette az együttes első korszakát dokumentáló Absurd Reality és Flagging Water demókat remasterelve.

## Diszkográfia
- Demonstráció II (1995, válogatás a "Turn" c. dallal)
- Pulse (1996)
- Absurd Reality/Flagging Water (2011, újrakiadás)

Demók
- Without Chances (1990)
- Flagging Water (1991)
- Absurd Reality (1992)
- Manifest Maze (1994)